# 洛根鎮區 (堪薩斯州馬里昂縣)
洛根鎮區（英語：Logan Township）為美國堪薩斯州馬里昂縣轄下的鎮區。2010年美国人口普查中此鎮區人口有104人。

## 地理
洛根鎮區涵蓋總面積為93.7平方（36.17平方英里），其中陸地面積為93.5平方（36.11平方英里），水域面積為0.16平方（0.06平方英里）或0.17%。海拔高度1,499（4,918英尺）。

## 人口統計
根據2010年美國人口普查，洛根鎮區人口有104人，其中男性有51人，女性有53人，人口密度為每平方公里1.11人，住房計54戶。鎮區內的白人有100人，非裔美國人有2人，美洲原住民有1人，亞裔美國人有0人，太平洋島裔美國人有0人，其他種族有0人，混血種族則有1人。此外鎮區內有0人為西班牙裔或拉丁裔美國人。此鎮區之年齡中位數為39.0歲，而男性年齡中位數為39.5歲，女性年齡中位數為38.8歲。